# Eva Kurnik
Eva Kurnik (Maribor, 11. lipnja 1997.) slovenska je književnica.

## Životopis
Rođena je u Mariboru. Završila je ekonomsku školu u rodnom gradu, gdje je pisala i svoj prvi roman Njena pot (Njezin put). Roman se je objavio u samoizdanju 2016. godine.
Nakon mature se je upisala na Sveučilište u Mariboru (Univerza v Mariboru), gdje studira slovenistiku. 2019. je objavila drugi roman Toskanski spev (Toskanska speva), koji je objavljen također u samoizdanju.
Eva Kurnik je rođena kod šestih mjeseca, zbog čega ima grafomotoričke tegobe. Danas živi u Rošpohu kod Kamnice (u okraju Maribora).

## Djela
- Njena pot (Njezin put), 2016.
- Toskanski spev (Toskanska speva), 2019.)

## Vanjske poveznice
- Eva Kurnik  Arhivirana inačica izvorne stranice od 21. rujna 2019. (Wayback Machine)* Napisala je zgodbo iz sanj (vecer.com)  Arhivirana inačica izvorne stranice od 8. lipnja 2020. (Wayback Machine)
- Intervju #1: Pisateljica in samozaložnica Eva Kurnik (booknjiga.wordpress.com)  Arhivirana inačica izvorne stranice od 21. rujna 2019. (Wayback Machine)
- RTV 4 – Dobro jutro (10.2.2017)